# 리제주

리제주의 위치

리제주(튀르키예어: Rize ili)는 튀르키예 북동부와 흑해 연안에 위치한 주로, 흑해 지역에 속한다. 주도는 리제이며 면적은 3,920km2, 인구는 361,353명(2006년 기준), 자동차 번호는 53번, 시외전화 지역번호는 0464번이다. 주 이름은 "산 기슭"을 뜻하는 그리스어 단어인 "리자"(ριζα, riza)에서 유래된 이름이다. 1924년 신설되었으며 12개 군을 관할한다.